# Dienis Markiełow
Dienis Markiełow (ros. Денис Маркелов, ur. 20 lutego 1982 w Kazaniu) – rosyjski wioślarz.

## Osiągnięcia
- Mistrzostwa Świata Juniorów – Linz 1998 – ósemka – 1. miejsce[1].
- Mistrzostwa Świata – Lucerna 2001 – ósemka – 8. miejsce[1].
- Mistrzostwa Świata – Sewilla 2002 – czwórka bez sternika – 14. miejsce[1].
- Mistrzostwa Świata – Gifu 2005 – ósemka – 6. miejsce[1].
- Mistrzostwa Świata – Eton 2006 – ósemka – 7. miejsce[1].
- Mistrzostwa Świata – Monachium 2007 – ósemka – brak[1][2].
- Mistrzostwa Europy – Ateny 2008 – ósemka – 2. miejsce[1].
- Mistrzostwa Świata – Poznań 2009 – ósemka – 10. miejsce[1].